# Рогужно (Куявсько-Поморське воєводство)
Рогужно (пол. Rogóźno, нім. Roggenhausen) — село в Польщі, у гміні Рогужно Грудзьондзького повіту Куявсько-Поморського воєводства.
Населення — 946 осіб (2011).
У 1975-1998 роках село належало до Торунського воєводства.

## Демографія
Демографічна структура станом на 31 березня 2011 року:
|          | Загалом | Допрацездатний вік | Працездатний вік | Постпрацездатний вік |
| -------- | ------- | ------------------ | ---------------- | -------------------- |
| Чоловіки | 479     | 109                | 327              | 43                   |
| Жінки    | 467     | 108                | 263              | 96                   |
| Разом    | 946     | 217                | 590              | 139                  |